# Jacuzzi (empresa)
Jacuzzi es una empresa Estadounidense, con sede en Chino Hills, California, que produce bañeras de hidromasajes.

## Historia

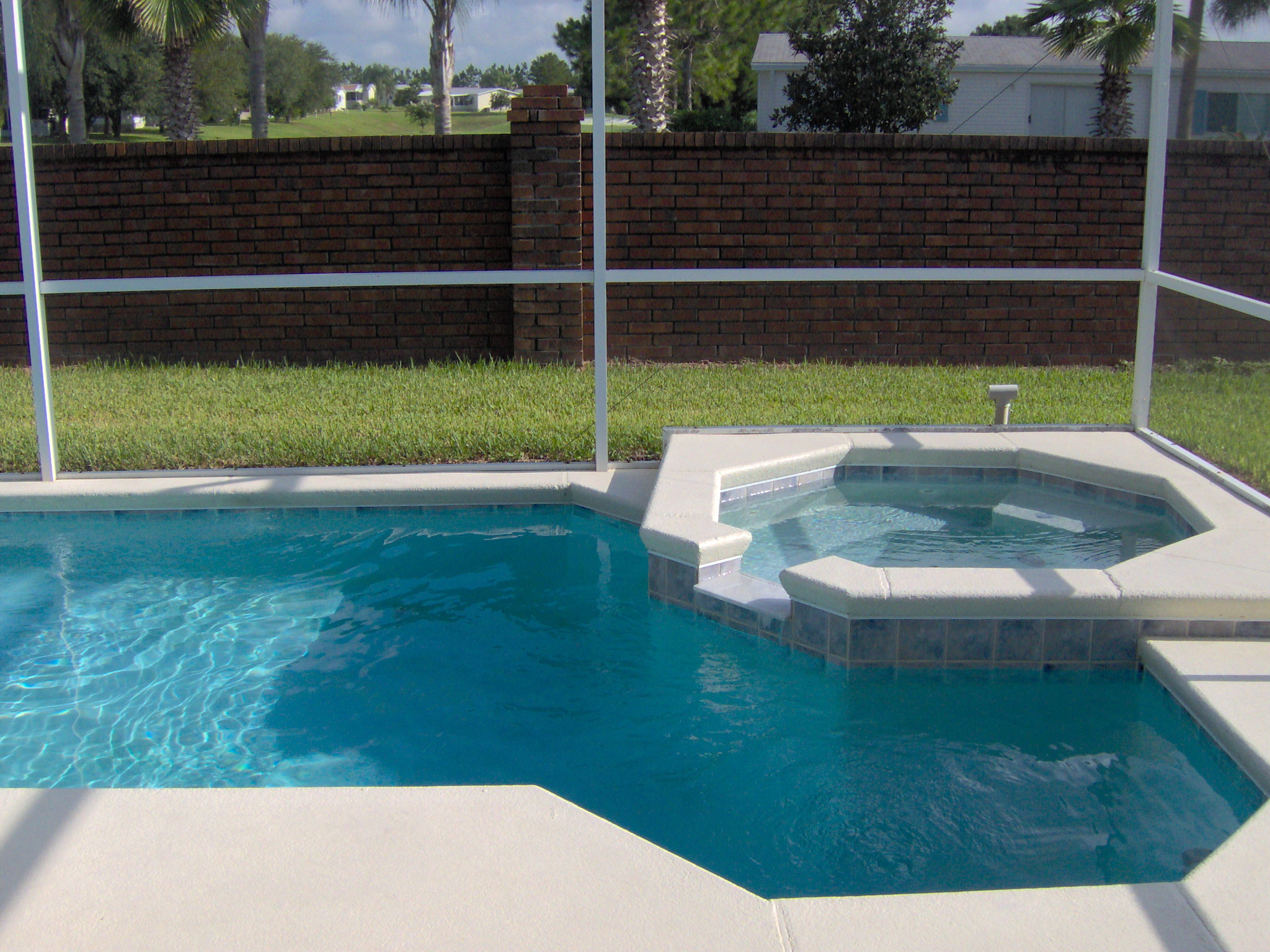
Jacuzzi integrado en el conjunto de una piscina cubierta.

Fundada en 1917 por los siete hermanos Jacuzzi, italianos inmigrantes en Estados Unidos, la empresa comenzó produciendo aviones; después, bombas hidráulicas para uso agrícola; y finalmente, en 1956, Candido Jacuzzi (1903-1986), uno de los hermanos, le agregó a la bañera de su casa un motor que inyecta aire cuando la bañera está llena, inventando con eso la bañera de hidromasaje. La causa fue la artritis reumatoide que sufría su hijo; para curarla, el padre transformó el mecanismo de una de las bombas hidráulicas de la empresa en un equipo terapéutico. En 1968, Roy Jacuzzi vio el potencial comercial de este invento y le dio su forma definitiva, con boquillas integradas en la arquitectura de la bañera. 
El producto proporcionó a la compañía fama internacional. Su lema actual es: "Jacuzzi: Water that moves you." (Jacuzzi: el agua que te "mueve" ). El agua suele estar muy caliente y se suele situar al lado de las piscinas en hoteles, cruceros, mansiones. Son exteriores o interiores.